# SKR 700

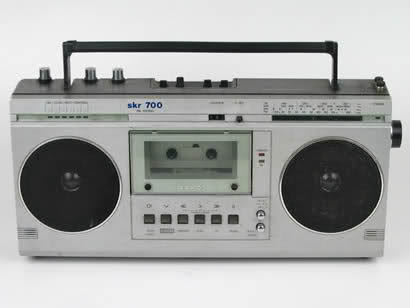
SKR 700

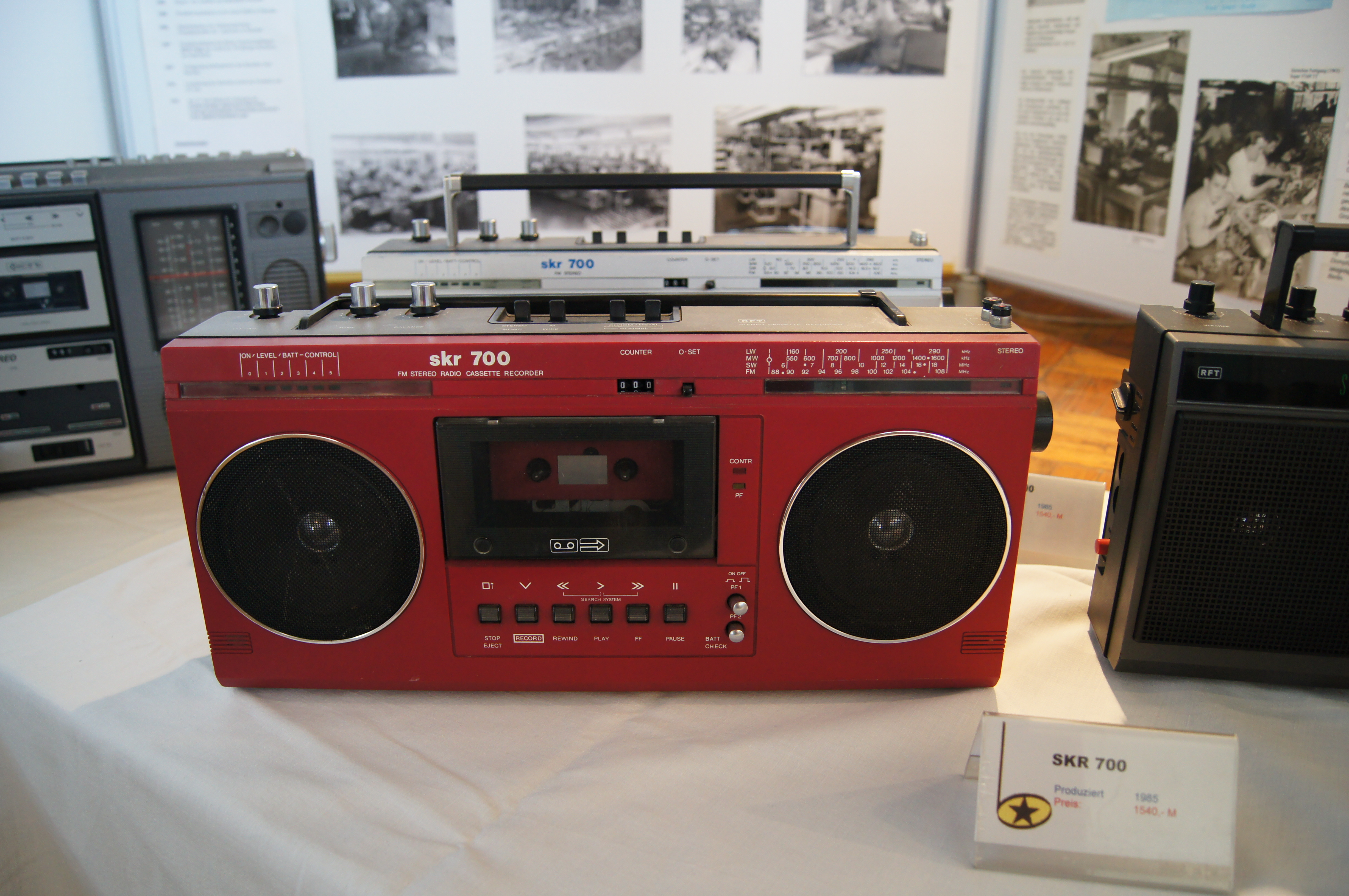
SKR 700 in Rot

Der SKR 700 ist ein Stereo-Kassettenrekorder aus DDR-Produktion.
Er wurde von 1984 bis 1989 im VEB Kombinat Sternradio Berlin gebaut. Das Schwestermodell war die abgerüstete Variante SKR 701. Auf dem SKR 700 basierte die Mono-Variante KR 2000.

## Technische Daten
- Maße: 400 × 150 × 85 mm
- Gewicht: 3,3 kg
- Radio: LW, KW, MW, UKW (Tuner Typ 3/2: 87,5 bis 108 MHz)
- Lautsprecher: 2 × 2 Watt (Netzbetrieb), 2 × 1,5 Watt (Batteriebetrieb)
- Laufwerk: motorunterstütztes Laufwerk MU300S-DR (Toshiba-Lizenz)
- Anschlüsse: TA/TB, Stereokopfhörer
- sonstiges: Pausenlöschfunktion, Pausensuchlauf, Zählwerk, 2 eingebaute Mikrofone, 2 Teleskopantennen, Level-LEDs

## Farbvarianten
Anthrazit-Metallic,
Dunkelblau,
Jeansblau,
Braun,
Hellbraun
Hellgrau,
Dunkelgrau,
Pink,
Rot,
Silber,
Türkis,
Armeegrün

## Preis
Im Handel kostete der SKR 700 1.540 Mark der DDR.